# Liste der Kellergassen im Burgenland
Die Liste der Kellergassen im Burgenland führt die Kellergassen im österreichischen Bundesland Burgenland an.
Die Kellergassen im Nordburgenland – in den Gemeinden am Nordufer des Neusiedlersees sowie im äußersten Norden des Burgenlands, knapp an der Grenze zu Niederösterreich – ähneln großteils den niederösterreichischen Kellergassen, sie bestehen vorwiegend aus Erdkellern mit Fassaden in Schildmauerform oder mit kleinen Presshäusern. Im Südburgenland haben die Kellerviertel hingegen einen anderen Charakter: dort gibt es etwa 1000 Kellerstöckl, die mitunter nicht in Zeilenform entlang einer Straße angeordnet sind, sondern sich weit verstreut über die für den Weinbau genutzten Hügel erstrecken.

## Nordburgenland
| Foto |                 | Kellergasse                         | Standort                                | Beschreibung |
| ---- | --------------- | ----------------------------------- | --------------------------------------- | --- |
| ja   | Datei hochladen | Kellerring, Breitenbrunn            | Breitenbrunn am Neusiedler See Standort | Die Kellergasse befindet sich am westlichen Ortsrand. Sie besteht aus mehr als 40 Kellern. Die grasbewachsenen Kellerröhren mit Schildmauerfassaden stammen großteils aus der Mitte des 19. Jahrhunderts. Einige Keller werden zur Ausschank benutzt. Ein Schaukeller beinhaltet eine kleine Ausstellung zur Geschichte des Weinbaus. |
| ja   | Datei hochladen | Kellerviertel Edelstal              | Edelstal Standort                       | Das etwa 80 Erdkeller umfassende Kellerviertel befindet sich außerhalb des Orts, zwischen dem südwestlichen Ortsrand und der Flur Tiergarten. Besonders ab 1760 wurden hier Keller in den Lehm gegraben; 1818 zählte das Kellerviertel bereits 42 Keller. Viele der Keller wurden in den 1930er Jahren restauriert; dafür wurden häufig Steine aus der Tiergartenmauer verwendet. 1992 wurde im Kellerviertel die Urbanuskapelle errichtet. In den letzten Jahren wurden einige Keller um Vorbauten erweitert. |
| ja   | Datei hochladen | Kellergasse Gols                    | Gols Standort                           | |
| ja   | Datei hochladen | Kellerweg Jois                      | Jois Standort                           | Am Kellerweg am westlichen Ortsrand befinden sich noch einige alte Erdkeller. |
| ja   | Datei hochladen | Kellerviertel Sandhöhe              | Mönchhof Standort                       | Auf der Sandhöhe, an der nordöstlichen Ortsausfahrt von Mönchhof, befinden sich einige alte Erdkeller mit Schildmauerfassaden. |
| ja   | Datei hochladen | Kellerzeile Stiftsgasse Mönchhof    | Mönchhof Standort                       | In der Stiftsgasse, ehemals an der südöstlichen Ortsausfahrt, heute mitten in bebautem Gebiet, befinden sich auf einer Länge von 170 m etwa zehn Keller. |
| ja   | Datei hochladen | Kellergasse Neusiedl                | Neusiedl am See Standort                | |
| ja   | Datei hochladen | Kellergasse Hollern                 | Parndorf Standort                       | Acht Kilometer nördlich von Parndorf, knapp an der Grenze zu Niederösterreich, liegt eine 200 Meter lange beidseitige Kellergasse in Hügellage und an einer Geländekante. Sie besteht aus 29 Gebäuden; die älteste Datierung stammt von 1788. Benutzt wird diese Kellergasse von der niederösterreichischen Ortschaft Hollern (Gemeinde Rohrau) aus, die nur 400 Meter nördlich davon liegt. |
| ja   | Datei hochladen | Kellerplatz und Kellergasse Purbach | Purbach am Neusiedler See Standort      | Um 1850 wurde knapp außerhalb der Stadtmauern das Kellerviertel angelegt, da die im etwas tiefer liegenden Ort befindlichen Keller überschwemmungsgefährdet waren. Etwa 50 Keller befinden sich in der Kellergasse; die meisten sind aus Kalksteinblöcken errichtete Gewölbe, die mit einer dicken Erdschicht überzogen wurden. Anlässlich des Kellergassenheurigen wird von April bis November jeweils am ersten Samstag im Monat in den meisten Kellern ausgeschenkt.                                        |
| ja   | Datei hochladen | Kellergasse Winden                  | Winden am See Standort                  | Anmerkung: auch Kellerviertel, zwei parallele Straßen mit diesen Namen |
| ja   | Datei hochladen | Lehmgruberkeller HERIS-ID: 245607   | Winden am See Standort                  | |

## Südburgenland
| Foto |                 | Kellergasse                      | Standort                            | Beschreibung |
| ---- | --------------- | -------------------------------- | ----------------------------------- | --- |
| ja   | Datei hochladen | Deutsch-Schützner Bergen         | Deutsch Schützen-Eisenberg Standort | In den Weinbergen westlich außerhalb des Orts befinden sich zahlreiche Keller, darunter auch der Kopfensteiner-Keller mit einem denkmalgeschützten strohgedeckten Weinhauerhaus. |
| ja   | Datei hochladen | Edlitzer Bergen                  | Deutsch Schützen-Eisenberg Standort | |
| ja   | Datei hochladen | Obere Kellergasse Eisenberg      | Deutsch Schützen-Eisenberg Standort | In den Weinbergen nordwestlich außerhalb von Eisenberg befinden sich zahlreiche Kellerstöckln entlang der Grenzlandstraße und der Oberen Kellergasse. |
| ja   | Datei hochladen | Untere Kellergasse Eisenberg     | Deutsch Schützen-Eisenberg Standort | In den Weinbergen nordwestlich außerhalb von Eisenberg befinden sich zahlreiche Kellerstöckln entlang der Unteren Kellergasse und der Weinbergstraße. |
| ja   | Datei hochladen | Gaaser Weinberg                  | Eberau Standort                     | An den Hängen westlich von Gaas befinden sich zahlreiche Kellerstöckln. Insgesamt gibt es in der Gemeinde Eberau, die nur 400 Wohnhäuser hat, etwa gleich viele Kellerstöckln. |
| ja   | Datei hochladen | Prostrumer Weinberg              | Eberau Standort                     | An den Hängen südwestlich von Kulm im Burgenland befinden sich zahlreiche Kellerstöckln. Insgesamt gibt es in der Gemeinde Eberau, die nur 400 Wohnhäuser hat, etwa gleich viele Kellerstöckln. Der Name bezieht sich auf Prostrum (ung. Szentpéterfa), das nach der Bildung des Burgenlandes bei Ungarn verblieb und somit durch eine Grenze von seinen Kellerstöckln getrennt wurde. |
| ja   | Datei hochladen | Wintner Berg                     | Eberau Standort                     | Weit verstreut an den Hängen westlich von Winten befinden sich zahlreiche Kellerstöckln. Insgesamt gibt es in der Gemeinde Eberau, die nur 400 Wohnhäuser hat, etwa gleich viele Kellerstöckln. |
| ja   | Datei hochladen | Uhudlerviertel Hochkogel         | Eltendorf Standort                  | Zwei Kilometer nordöstlich von Eltendorf befinden sich am Hochkogel einige alte Weinkeller. |
| ja   | Datei hochladen | Hannersberg                      | Hannersdorf Standort                | |
| ja   | Datei hochladen | Königsberg                       | Hannersdorf Standort                | |
| ja   | Datei hochladen | Kellerviertel Heiligenbrunn      | Heiligenbrunn Standort              | Das Kellerviertel ist ein weitläufiges Ensemble von etwa 130 mehrheitlich denkmalgeschützten Weinkellern und Presshäusern. Viele der Gebäude gehen auf das 17. oder 18. Jahrhundert zurück, sind strohgedeckt, und beinhalten noch alte Weinpressen. |
| ja   | Datei hochladen | Zeinerberg                       | Heiligenbrunn Standort              | Etwa 15 Presshäuser und Weinkeller befinden sich am Zeinerberg südlich von Heiligenbrunn. Viele von ihnen stehen unter Denkmalschutz. |
| ja   | Datei hochladen | Reinersdorf-Bergen               | Heiligenbrunn Standort              | |
| ja   | Datei hochladen | Hoch-Csaterberg                  | Kohfidisch Standort                 | |
| ja   | Datei hochladen | Klein-Csaterberg                 | Kohfidisch Standort                 | |
| ja   | Datei hochladen | Weinberg Neuhodis                | Markt Neuhodis Standort             | |
| ja   | Datei hochladen | Kellergasse Moschendorf          | Moschendorf (Burgenland) Standort   | In der Kellergasse westlich außerhalb von Moschendorf, am Beginn der Pinkataler Weinstraße, befindet sich ein Weinmuseum mit Weinkellern aus dem 17. bis 19. Jahrhundert. |
| ja   | Datei hochladen | Weingebirge Rechnitz             | Rechnitz Standort                   | |
| ja   | Datei hochladen | Deutsch Ehrensdorfer Kellergasse | Strem Standort                      | |
| ja   | Datei hochladen | Stremer Berghäuser               | Strem Standort                      | |

| Foto:                    | Fotografie der Kellergasse (Gesamtheit). Klicken des Fotos erzeugt eine vergrößerte Ansicht. Daneben finden sich zwei Symbole: \| Weitere Bilder vorhanden \| Das Symbol bedeutet, dass weitere Fotos des Objekts verfügbar sind. Durch Klicken des Symbols werden sie angezeigt. \| \| Eigenes Foto hochladen \| Durch Klicken des Symbols können weitere Fotos des Objekts in das Medienarchiv Wikimedia Commons hochgeladen werden. \| |
| Name:                    | Bezeichnung der Kellergasse |
| Standort:                | Es ist die Katastralgemeinde (KG) angegeben. Durch Aufruf des Links Standort wird die Lage der Kellergasse in verschiedenen Kartenprojekten angezeigt. |
| Beschreibung             | Kurze Beschreibung der Kellergasse |
| Weitere Bilder vorhanden | Das Symbol bedeutet, dass weitere Fotos des Objekts verfügbar sind. Durch Klicken des Symbols werden sie angezeigt. |
| Eigenes Foto hochladen   | Durch Klicken des Symbols können weitere Fotos des Objekts in das Medienarchiv Wikimedia Commons hochgeladen werden. |